# New York/New Jersey Knights
De New York-New Jersey Knights (of simpelweg de Knights) is een voormalig professioneel American footballteam uit East Rutherford, New Jersey. De Knights behoorde tot de 10 teams die speelden in de voormalige World League of American Football (WLAF), een semi-professionele competitie met teams uit de Verenigde Staten, Canada en Europa. Het team kwam uit in de Noord-Amerika Oost-divisie.
Net als de andere Amerikaanse teams uit de WLAF werd het team opgericht in 1991 en weer opgeheven in 1992, omdat de investeerders van de NFL niet meer wilde investeren in het toernooi. De Knights speelden in hetzelfde stadion als de New York Giants en de New York Jets. De beste prestatie van het team was het bereiken van de play-offs in 1991.

## Resultaten per seizoen
W = Winst, V = Verlies, G = Gelijk, R = Competitieresultaat
| Seizoen                            | W  | V | G | R                     | Play-off resultaat    |
| ---------------------------------- | -- | - | - | --------------------- | --------------------- |
| New York/New Jersey Knights (WLAF) |    |   |   |                       |                       |
| 1991                               | 5  | 5 | 0 | 1e plaats             | Play-offs verloren    |
| 1992                               | 6  | 4 | 0 | 2e plaats             | --                    |
| Totaal                             | 11 | 9 | 0 | (0-1 in de play-offs) | (0-1 in de play-offs) |

Noord-Amerika West:
Birmingham Fire · Sacramento Surge · San Antonio Riders
Noord-Amerika Oost:
Montreal Machine · New York/New Jersey Knights · Orlando Thunder · Raleigh-Durham Skyhawks · Ohio Glory
Europa:
Barcelona Dragons · Frankfurt Galaxy · London Monarchs